# Livery Company
Les livery companies de Londres, Anglaterra, són entitats que provenen de les guildes medievals, i associacions comercials antigues i modernes, gairebé totes amb la denominació de Worshipful Company of ... seguida dels seus respectius oficis, activitat comercial o professió. Aquestes empreses tenen un paper important en la vida de la ciutat de Londres, especialment al districte financer i el cor històric de la capital, realitzant accions de beneficència i de treball en xarxa. Els liverymen conserven els drets de vot per algunss càrrecs cívics de la ciutat, com ara el de Lord Mayor (alcaldia), Sheriffs i la City of London Corporation.
La majoria de les companyies livery segueixen mantenint relació amb els seus rols comercials, artesanals o professionals originals. Alguns encara exerceixen facultats de regulació, inspecció i legislació, mentre que d'altres són organismes adjudicataris de qualificacions professionals. The Scriveners 'Company admet membres sèniors de professions jurídiques i associades, l'Apothecaries' Society atorga títols de postgrau en algunes especialitats mèdiques i la Hackney Carriage Drivers 'Company està formada per conductors de taxis autoritzats que han superat la prova "Knowledge of London". Diverses compnayies restringeixen l'admissió a aquelles persones que tinguin qualificacions professionals rellevants: per exemple la City of London Solicitors 'Company i la Worshipful Company of Engineers. Altres companyies, el comerç de les quals va desaparèixer fa temps, com la Longbow Makers 'Company, han evolucionat fins a convertir-se fonamentalment en fundacions benèfiques.

## Companyies
El 1515, el Tribunal dels regidors de la ciutat de Londres (Court of Aldermen) va acordar una ordre de precedència per a les 48 companies livery existents en aquella època, basada en el poder econòmic o polític contemporani d'aquestes entitats. Les 12 companyies amb millor classificació continuen sent conegudes com les Great Twelve City Livery Companies.

### Llista de companyies en ordre de precedència
1. Worshipful Company of Mercers (comerciants generals)
2. Worshipful Company of Grocers (comerciants d'espècies)
3. Worshipful Company of Drapers (comerciants de llana i tela)
4. Worshipful Company of Fishmongers (peixeters)
5. Worshipful Company of Goldsmiths (orfebres, argenters, canviadors)
6. Worshipful Company of Skinners (comerciants de pell)
7. Worshipful Company of Merchant Taylors (sastres)
8. Worshipful Company of Haberdashers (roba en materials cosits i fins, per exemple. seda i vellut, eg. seda i vellut)
9. Worshipful Company of Salters (comerciants de sals i productes químics)
10. Worshipful Company of Ironmongers
11. Worshipful Company of Vintners (venedors de vi)
12. Worshipful Company of Clothworkers
13. Worshipful Company of Dyers
14. Worshipful Company of Brewers
15. Worshipful Company of Leathersellers
16. Worshipful Company of Pewterers (fabricants de peltre i metalls)
17. Worshipful Company of Barbers (cirugians, dentistes)
18. Worshipful Company of Cutlers (fabricants de ganivets, espases i estris)
19. Worshipful Company of Bakers
20. Worshipful Company of Wax Chandlers (fabricants d'espelmes de cera)
21. Worshipful Company of Tallow Chandlers (fabricants d'espelmes de sèu)
22. Worshipful Company of Armourers and Brasiers (llautó)
23. Worshipful Company of Girdlers (fabricants de cinturons)
24. Worshipful Company of Butchers
25. Worshipful Company of Saddlers
26. Worshipful Company of Carpenters
27. Worshipful Company of Cordwainers
28. Worshipful Company of Painter-Stainers
29. Worshipful Company of Curriers
30. Worshipful Company of Masons (picapedrers)
31. Worshipful Company of Plumbers
32. Worshipful Company of Innholders
33. Worshipful Company of Founders
34. Worshipful Company of Poulters (poulterers)
35. Worshipful Company of Cooks
36. Worshipful Company of Coopers (fabricants de bótes)
37. Worshipful Company of Tylers and Bricklayers (constructors)
38. Worshipful Company of Bowyers
39. Worshipful Company of Fletchers
40. Worshipful Company of Blacksmiths
41. Worshipful Company of Joiners and Ceilers
42. Worshipful Company of Weavers
43. Worshipful Company of Woolmen
44. Worshipful Company of Scriveners
45. Worshipful Company of Fruiterers
46. Worshipful Company of Plaisterers (plasterers)
47. Worshipful Company of Stationers and Newspaper Makers
48. Worshipful Company of Broderers
49. Worshipful Company of Upholders
50. Worshipful Company of Musicians
51. Worshipful Company of Turners
52. Worshipful Company of Basketmakers
53. Worshipful Company of Glaziers and Painters of Glass
54. Worshipful Company of Horners
55. Worshipful Company of Farriers
56. Worshipful Company of Paviors
57. Worshipful Company of Loriners
58. Worshipful Society of Apothecaries
59. Worshipful Company of Shipwrights
60. Worshipful Company of Spectacle Makers
61. Worshipful Company of Clockmakers
62. Worshipful Company of Glovers
63. Worshipful Company of Feltmakers
64. Worshipful Company of Framework Knitters
65. Worshipful Company of Needlemakers
66. Worshipful Company of Gardeners
67. Worshipful Company of Tin Plate Workers alias Wire Workers
68. Worshipful Company of Wheelwrights
69. Worshipful Company of Distillers
70. Worshipful Company of Pattenmakers
71. Worshipful Company of Glass Sellers
72. Worshipful Company of Coachmakers and Coach Harness Makers
73. Worshipful Company of Gunmakers
74. Worshipful Company of Gold and Silver Wyre Drawers
75. Worshipful Company of Makers of Playing Cards
76. Worshipful Company of Fanmakers
77. Worshipful Company of Carmen
78. Honourable Company of Master Mariners
79. City of London Solicitors' Company
80. Worshipful Company of Farmers
81. Honourable Company of Air Pilots
82. Worshipful Company of Tobacco Pipe Makers and Tobacco Blenders
83. Worshipful Company of Furniture Makers
84. Worshipful Company of Scientific Instrument Makers
85. Worshipful Company of Chartered Surveyors
86. Worshipful Company of Chartered Accountants in England and Wales
87. Worshipful Company of Chartered Secretaries and Administrators
88. Worshipful Company of Builders Merchants
89. Worshipful Company of Launderers
90. Worshipful Company of Marketors
91. Worshipful Company of Actuaries
92. Worshipful Company of Insurers
93. Worshipful Company of Arbitrators
94. Worshipful Company of Engineers
95. Worshipful Company of Fuellers
96. Worshipful Company of Lightmongers
97. Worshipful Company of Environmental Cleaners
98. Worshipful Company of Chartered Architects
99. Worshipful Company of Constructors
100. Worshipful Company of Information Technologists
101. Worshipful Company of World Traders
102. Worshipful Company of Water Conservators
103. Worshipful Company of Firefighters
104. Worshipful Company of Hackney Carriage Drivers
105. Worshipful Company of Management Consultants
106. Worshipful Company of International Bankers
107. Worshipful Company of Tax Advisers
108. Worshipful Company of Security Professionals
109. Worshipful Company of Educators
110. Worshipful Company of Arts Scholars